# Taylor Hicks
Taylor Hicks (Miramar, 7 de outubro de 1976) é um cantor americano, natural do Estado do Alabama, nascido em 7 de outubro de 1976. Hicks se popularizou no programa American Idol cantando músicas que se diferenciaram do repertório usual do programa. Ele venceu o programa sobre Katharine McPhee em maio de 2006 e atualmente se encontra em turnê por várias cidades americanas junto aos outros nove finalistas da quinta edição do programa. Seu primeiro CD foi lançado em 14 de novembro de 2006, e o segundo, The distance, em 10 de março de 2009. Publicou uma autobiografia em julho de 2007, Heart full of soul: an inspirational memoir about finding your voice and finding your way. Suas influências são Ray Charles, Sam Cooke e Otis Redding.
Dos vencedores do American Idol (Kelly Clarkson, Ruben Studdard, Fantasia Barrino, Carrie Underwood, Jordin Sparks, David Cook e Kris Allen) é o mais sumido da mídia. Seu relativo sucesso na época em que venceu não se traduziu em vendas de CDs, sendo o idol vencedor que menos vendeu (Título dadoperdido atualmente para Kris Allen, o que se justifica pelo mercado de venda de CDs não ir tão bem, se comparado ao ano de 2005/2006)